# Syndrome de Cowden
 (juin 2025).
Si vous disposez d'ouvrages ou d'articles de référence ou si vous connaissez des sites web de qualité traitant du thème abordé ici, merci de compléter l'article en donnant les références utiles à sa vérifiabilité et en les liant à la section « Notes et références ».
Le syndrome de Cowden, ou maladie de Cowden, est une maladie génétique rare caractérisée par des hamartomes multiples et disséminés, et par un risque accru de développer certaines tumeurs malignes.

## Localisation
Les hamartomes sont retrouvés principalement sur la peau, les seins, la thyroïde, la langue et le tractus gastro-intestinal, l'endomètre et le cerveau.

## Diagnostic
Des conférences de consensus ont édicté des critères de diagnostic de cette maladie. Ils sont divisés en critères pathognomoniques, majeurs et mineurs.
Diagnostic différentiel : le syndrome de Cowden ne doit pas être confondu avec le Syndrome de Li-Fraumeni, dont le gène suppresseur de tumeur est le gène P53.

## Prévalence
La prévalence exacte de cette maladie est inconnue, en raison d'un diagnostic difficile.
Elle est probablement sous-estimée (à 1 pour 200 000).

## Conséquences
Le risque de développer un cancer du sein est compris entre 25 et 50 % avec un âge de diagnostic entre 30 et 46 ans.
Le risque de développer un cancer de la thyroïde est environ de 10 %.
Le risque de développer un cancer de l'endomètre est compris entre 5 et 10 %. La prise en charge consiste en une surveillance clinique dès l'âge de 18 ans et une coloscopie à partir de 50 ans.

## Suivi, soins
Pour le cancer du sein, qui touche dans ce cas autant les hommes que les femmes, l'auto-examen doit être enseigné, un examen clinique par un professionnel à partir de 25 ans et des examens imageries médicales à partir de 30 ans.
La surveillance de la thyroïde comprend un examen clinique et échographique annuels. Le dépistage du cancer de l'endomètre nécessite une échographie par voie endovaginale avec biopsie dès que l'épaisseur dépasse 5 mm pour les femmes ménopausées et un examen histologique en cas de doute pour les femmes en activité génitale.

## Sources
- (en) Kevin M Zbuk, Jennifer L Stein, Charis Eng, PTEN Hamartoma Tumor Syndrome in GeneTests: Medical Genetics Information Resource (database online). Copyright, University of Washington, Seattle. 1993-2005  Bob Jones université de St Mary's